# Eden Sher
Eden Rebecca Sher (nascuda a Los Angeles el 26 de desembre del 1991) és una actriu estatunidenca. Se la coneix sobretot pel seu paper com a Sue Heck a la sèrie The Middle, d'ABC, pel qual va guanyar el Premi de la Crítica Televisiva a la millor actriu de repartiment en una sèrie còmica el 2013, i per posar la veu de la protagonista de Star vs. the Forces of Evil, una sèrie d'animació original de Disney XD.

## Primers anys
Sher va néixer a Los Angeles (Califòrnia) el 26 de desembre del 1991 dins d'una família jueva. La va criar la seva mare soltera, una mestra d'escola. Té un germà més gran i un altre de més petit, i tres gossos. Va començar la seva carrera com a actriu als vuit anys, participant en representacions escolars, a produccions teatrals locals i cantant a la coral de la seva escola. L'interès per l'actuació se li va despertar quan una gravació d'una de les seves representacions escolars va aparèixer al programa de televisió The Tonight Show with Jay Leno.

## Carrera
Durant els anys de carrera com a actriu, Sher ha interpretat diversos papers a sèries de televisió, però molts van durar poc perquè la sèrie es va cancel·lar o el personatge es va eliminiar. No va ser fins que va aconseguir el paper de Sue Heck a la sèrie còmica d'ABC The Middle que va tenir un paper protagonista i més permanent. Aquest personatge, que interpreta des del 2009, és el d'una adolescent peculiar però optimista, i el 2013 li va fer guanyar el Premi de la Crítica Televisiva a la millor actriu de repartiment en una sèrie còmica. El 2006, va interpretar el paper de Gretchen, una noia de qui s'enamora un dels personatges principals, Alexander Gould, de la sèrie Weeds. Aquell mateix any, va aconseguir el paper recurrent de Carrie Fenton a Sons & Daughters, sèrie cancel·lada després de només onze episodis. El 2007, Sher va interpretar el paper d'una estudiant de l'institut Harbor a la darrera temporada de la sèrie The O.C.. També va aparèixer al curt del 2001 "Stuck" i en anuncis de Capital One i Fruity Pebbles.

## Filmografia
| Any          | Títol                       | Paper                | Notes |
| ------------ | --------------------------- | -------------------- | --- |
| 2001         | Stuck                       | Caterpillar Girl     | Paper principal |
| 2003         | The O.C.                    | Jane                 | Artista convidat, episodi "The Dream Lover" |
| 2006         | Weeds                       | Gretchen             | Paper recurrent, 8 episodis Nominada - Premi del Sindicat d'Actors a la millor interpretació del repartiment d'una sèrie còmica (2007) |
| 2006         | Sons & Daughters            | Carrie Fenton        | Paper recurrent, 11 episodis |
| 2008         | The Middleman               | Cindy Marshall       | Artista convidat, episodi "The Boyband Superfan Interrogation" |
| 2009         | Party Down                  | Monica McSpadden     | Artista convidada, episodi "Willow Canyon Homeowners Annual Party" |
| 2009         | Sonny with a Chance         | Lucy                 | Artista convidada, episodi "Three's Not Company" |
| 2009–present | The Middle                  | Sue Heck             | Protagonista Premi de la Crítica Televisiva a la millor actriu de repartiment en una sèrie còmica (2013) Nominada - Premi de la Crítica Televisiva a la millor actriu de repartiment en una sèrie còmica (2011–2012, 2015) Nominada - Premis Artista Jove a la millor interpretació en una sèrie de televisió (2010) Nominada - Premis Artista Jove al millor repartiment jove en una sèrie de televisió (2011) |
| 2012–13      | Pair of Kings               | Billie               | Artista convidada, episodi "The Oogli Stick" i "Crazy Christy" |
| 2014         | Scotch Moses                | Claire               | Artista convidada, episodi "Group Therapy" |
| 2014         | Veronica Mars               | Penny                | |
| 2015–present | Star vs. the Forces of Evil | Star Butterfly (veu) | Protagonista, primer paper com a actriu de veu |
| 2016         | Temps                       | Amy                  | |
| 2017         | Step Sisters                | Beth                 | |
| 2017         | The Outskirts               | Mindy                | |